# Odisej
 Ovo je glavno značenje pojma Odisej. Za druga značenja pogledajte Odisej (razdvojba).
Odisej (grč. Ὀδυσσεύς, Odusseús) glavni je lik u Homerovoj Odiseji koja opisuje Odisejeve pustolovine. Odisejeve karakteristike su mudrost, lukavost i oštroumnost.

## Etimologija
Odisejevo grčko ime ima nekoliko inačica: Ὀλυσσεύς, Olysseus, Οὐλιξεύς, Oulixeus, Οὐλίξης, Oulixes. U rimskoj mitologiji bio je znan kao lat. Ulixes ili Ulyssess (otud drugi naziv - Uliks).
Prema Homeru njegovo ime znači "sin boli". Moguće je da dolazi od grčke riječi οδηγός, odēgós = vodič. Može značiti i "bol" u smislu da pati, jer na posljetku, Odisej u cijeloj priči boluje, ili psihički ili fizički.
Čest mu je epitet Λαερτιάδης, Laertiades = Laertov sin. Njegov lik i priče posudili su i Etruščani nazvavši ga Uthuze.

## Mitologija

### Trojanski rat

#### Prije Trojanskog rata
Odisej je bio jedan od Heleninih prosaca. Tezej i Pirit zavjetovali su se da će oženiti Zeusove kćeri, a Tezej je izabrao Helenu. On i Pirit oteli su je i zadržali sve dok nije bila dovoljno zrela za udaju. Pirit je izabrao Perzefonu, Hadovu ženu. S Tezejevom majkom Etrom otišli su u Had oteti Perzefonu. Had se pravio gostoljubiv, ali čim su sjeli za gozbeni stol, zmije su ih prikovale za mjesta. Helenu su spasila njezina braća Kastor i Polideuk i vratila je u Spartu.
Kad je došlo vrijeme za Heleninu udaju, mnogi su prosci došli po njezinu ruku iz cijeloga svijeta. Među proscima bili su Odisej, Menest, Ajant, Patroklo, Idomen, ali favorit je bio Menelaj, koji nije došao osobno - predstavljao ga je njegov brat Agamemnon. Helenin otac Tindarej nije znao kako će otpraviti preostale prosce, a da ne započne svađu. Odisej je obećao da će on to riješiti ako ga zauzvrat podrži u njegovu udvaranju Penelopi. Tindarej se složio, a Odisej je rekao da svi prosci moraju položiti zakletvu da će prihvatiti i poslije braniti izabranog muža. Na posljetku se Helena udala za Menelaja. Nakon Tindarejeve smrti, Menelaj je postao kralj Sparte, jer Tindarejevi sinovi Kastor i Polideuk bili su već mrtvi i uzneseni na Olimp.
Kad je Helenu oteo Paris, Menelaj je, pozvavši se na zakletvu, pozvao prosce da mu pomognu da je vrati. Budući da je proročica prorekla da se neće dugo, dugo vratiti, Odisej nije želio ići u rat, nego se pravio da je lud tako što je orao i sijao sol, a ne sjemenke. Agamemnon, Menelajev brat poslao je Palameda da uvjeri Odiseja da se priključi proscima. Palamed je bio inteligentan te je stavio Telemaha, Odisejeva novorođena sina, ispred pluga. Odisej ga nije mogao ubiti te je tako Palamed otkrio da je mentalno zdrav pa je krenuo u Trojanski rat.
Agamemnon je, sad kad je imao Odiseja, u svojoj vojsci htio i Ahileja, jer proročanstvo govori da Troja bez njega ne može biti osvojena. Odisej je bio jedan od poslanika koji su otišli uvjeriti ga da se pridruži vojsci. 
Naime, proročica je pretkazala da će ili živjeti dug ali dosadan život ili kratak ali uzbudljiv; tako da se Ahilej bojao ratnih posljedica. Vrač Kalhant prorekao je da mu je suđeno da umre u Troji. Tetida ga je stoga odvela na Skiru, kralju Likomedu i prerušila ga u djevojku. Na tom je dvoru s Didamijom imao sina Neoptolema. Odisej je pitao može li prinijeti darove ženama te je izložio dragulje, a također i oružje - mač, koplje i štit. Sve su se djevojke divile nakitu, a samo se Ahilej divio oružju te ga je Odisej tako prepoznao. Odisej mu je dopustio da zadrži oružje, a potom su krenuli u rat. Druga inačica mita govori da se začula ratna trublja te da je Ahilej instinktivno zgrabio oružje.
Prije rata, Odisej se pridružio Menelaju i Palamedu u pokušaju da mirno vrate Helenu, ali nisu uspjeli. Nakon rasprave na Prijamovu dvoru, Trojanci su vrijeđali Menelaja i Odiseja, osim Antenora koji je bio gostoljubiv. Zbog toga su ga poštedjeli u razrušenju Troje.

#### Za vrijeme Trojanskog rata
Odisej je bio jedan od glavnih junaka u Trojanskom ratu koji Homer vjerno opisuje u svojoj Ilijadi. 
Kad su ahejski brodovi pristali na trojanskim obalama, nitko nije prvi izašao, jer je prorečeno da će prvi Ahejac koji stane na trojansko tlo umrijeti. Odisej je bacio svoj štit na obalu i skočio na štit. Slijedio ga je Protesilaj koji je skočio na tlo i poslije prvi umro.
Odisej nikad nije oprostio Palamedu raskrinkavanje njegova "ludila" te mu je podmetnuo izdajništvo. Naime, uvjerio je trojanskog zarobljenika da napiše pismo koje je izgledalo kao da ga je Palamed poslao, a u pismu je bio zahtjev da mu se pošalje zlato kao nagrada za izdaju. Odisej je ubio zarobljenika i skrio zlato u Palamedov šator. Namjestio je da pismo bude pronađeno te je Agamemnonu dao upute kako da dođe do zlata. Grci su potom kamenovali Palameda. Druga inačica mita govori da su Diomed i Odisej potaknuli Palameda da se spusti sa zida, tvrdeći da je blago na dnu. Kad se Palamed spustio, kamenovali su ga.
Odisej je bio jedan od najutjecajnijih grčkih prvaka u ratu, savjetnik i borac. Kad je Agamemnon, da bi provjerio ahejski moral, predložio povlačenje, Odisej je vratio red u taborima. Poslije, mnogi su junaci ležali ozlijeđeni, uključujući i samog Odiseja i Agamemnona, ali Odisej je uvjerio Agamemnona da se ne povuku. Također je bio u poslaništvu koje je pokušalo uvjeriti Ahileja da sudjeluje u ratu, usprskos svojoj srdžbi koja je i glavna okosnica Homerove Ilijade.
Kad je Hektor predložio dvoboj koji bi sve riješio, Odisej se dobrovoljno javio (premda se na posljetku borio Ajant). Odisej je pomogao Diomedu da ubije Reza, jer bilo je proreknuto da sve dok njegovi konji piju vodu iz rijeke Skamandar, Troja neće moći biti osvojena.
Nakon što je Patroklo ubijen, Odisej je uvjerio Ahileja da pusti Ahejce da jedu i da se odmore, a Ahilej je odmah htio sve Trojance ubiti.
Poslije, kad su držane pogrebne igre u Patroklovu čast, Odisej se hrvao s Ajantom, a također i sudjelovao u utrci. Atena mu je pomogla te je pobijedio u utrci i izvukao neriješeno u hrvanju, bez obzira na Apolona koji je pomagao ostalima.

Kad je Ahilej ubijen u bitki, Odisej i Ajant vratili su njegovo tijelo te oružje. Za vrijeme pogrebnih igara u Ahilejevu čast, Odisej se opet borio s Ajantom. Tetida je rekla da će njegovo oružje ići najhrabrijem Grku. Obojica su se borila da bi dobila taj naslov i Ahilejevo oružje, ali Grci nijednog nisu htjeli proglasiti pobjednikom, da onog drugog ne bi uvrijedili. Nestor je predložio da trojanski zarobljenici odluče o pobjedniku. Moguće je da je tajni glas Grka odlučio o pobjedniku. U svakom je slučaju Ajant izgubio, podivljao i na posljetku se ubio mačem koji mu je darovao Hektor, a do toga ga je dovela Atena da bi zaštitila Odiseja od osvete.
Poslije se ispostavilo da se rat ne može dobiti bez Heraklova luka koji je bio kod napuštenog Filokteta. Naime, ranjenog su Filokteta ostavili na otoku. Odisej i Diomed pošli su vratiti luk, a prema drugim izvorima, bili su to Odisej i Neoptolem. Filoktet je, premda je patio, bio gnjevan i željan osvete. Bez obzira na to, Odisej i njegov pratitelj smirili su Filokteta uz pomoć bogova, a na posljetku su se vratili s Filoktetom te lukom i strijelama. Još je jedno proročanstvo govorilo da se rat ne može dobiti bez Ahilejeva sina Neoptolema te je Odisej otišao po njega, a poslije mu je podao oružje njegova oca.
Poslije je, u ratu, Odisej zarobio Prijamova sina, proroka Helena koji im je rekao da Troja ne može biti osvojena, ako ne otmu Palladium koji je štitio grad. Odisej i Diomed krenuli su po nj. Prema nekim inačicama mita, Diomed je na Odisejevim ramenima ušao u grad i nije pustio Odiseja. Poslije je Odisej, kad se Diomed vratio s plijenom, bio bijesan. Htio ga je ubiti i sebi pripisati zaslugu, potegao je mač, ali Diomed je vidio odraz u mjesečini te se okrenuo i razoružao ga. Potom su se vratili u tabor. Druga inačica mita govori da su zajedno ušli u grad i obavili zadatak. Prema nekim inačicama mita, Odisej je sam potajno ušao u grad prerušen u prosjaka odjevena u krvave krpe. Nitko ga nije prepoznao osim Helene i Hekabe, tako da se s plijenom vratio neozlijeđen u grčke tabore.
Odisej je također smislio poznatog trojanskog konja. Ogromnog, drvenog konja sagradio je Epej, a u njemu su se sakrili veliki grčki ratnici predvođeni Odisejem. Menelaj se složio s time da se konj dovede pred trojanska vrata, kao "dar", a ostatak grčke vojske skrio se iza Tenedosa. U međuvremenu je grčki špijun Sinon uvjerio Trojance da je to dar, bez obzira na Laokontova i Kasandrina upozorenja. Budući da su Trojanci, misleći da su se Grci povukli, slavili kraj opsade, napili su se i slavili te su na posljetku uveli drvenog konja u grad. Grčki su ratnici iskočili iz konja i otvorili vrata tako da i ostali Grci mogu ući.
Razrušili su grad, ubili muškarce, a žene i djecu prodali kao roblje. Prvo su izišli Odisej i Menelaj koji su se otišli boriti s princom Difobom, Prijamovim sinom i Heleninim trećim mužem. Menelaj je također htio ubiti Helenu jer ga je ostavila, ali Odisej ga je spriječio i natjerao ga da se zakune da je neće ubiti. Druga inačica mita govori da je Menelaj potegao mač na nju, ali zaslijepila ga je njezina još uvijek očaravajuća ljepota te je odustao od ubojstva.
Zbog svojih zločina, uključujući ubojstvo tebanskih ratnika dok su spavali, bogovi su osudili Odiseja da izdrži deset godina nevolja prije nego što se vrati kući. No, ostali su Grci počinili teške zločine, primjerice ubojstvo kralja Prijama ili Ajantovo silovanje Kasandre, što je razbjesnilo Atenu jer Kasandra bješe njezina svećenica. Odisej je potom savjetovao Grke da kamenuju Ajanta zbog njegova zločina, ali Grci su odbili, a gnjevna je Atena poslala oluju koja je uništila većinu grčke flote.

### Povratak na Itaku

#### Kikonci
Nakon što se Odisej sa svojim suborcima vratio iz Troje, pristali su blizu euriloške zemlje, uvjerivši Odiseja da su bogovi na njihovoj strani. Potom su opljačkali grad Ismaru koji se odmah predao bez borbe. Odisej je mudro rekao suborcima da se brzo ukrcaju u brodove, ali oni su odbili te se najeli i zaspali na plaži. Sljedećeg su se jutra Kikonijci (Kikonci), trojanski saveznici i veliki ratnici, vratili naoružani i bijesni. Odisej i Ahejci pobjegli su u svoje brodove, ali sa žrtvama.

#### Lotosojedi
Kad su Odisej i njegovi ljudi stigli na otok Lotosojeda, Odisej je poslao izviđačku skupinu koja je jela lotos s urođenicima. Ovo ih je uspavalo i prestali su brinuti o povratku kući. Odisej je potom otišao po te ljude i prisilno ih vratio na brod te su otplovili dalje.

#### Polifem
Odisej je sa svojim ljudima stigao na teritorij Kiklopa te su naišli na veliku pećinu. Ušli su u nju i napravili gozbu jer su pronašli svakojaku hranu. Nisu znali da je pećina dom Kiklopa Polifema, jednookog diva, koji se uskoro vratio. Polifem ih je zatočio u pećini blokirajući izlaz velikim kamenom koji smrtnici nisu mogli pomaknuti. Svakog je dana jeo par muškaraca, ali ubrzo je Odisej smislio kako će pobjeći.
Odisej mu je dao nerazrijeđena vina da ga napije. Kad ga je Polifem pitao kako se zove, Odisej je rekao - Nitko. Da bi mu zahvalio na vinu, Polifem je rekao da će ga posljednjega pojesti. Kad je div pijan zaspao, Odisej i njegovi ljudi pretvorili su bor u veliko koplje, koje su pripremili dok je Polifem vani čuvao svoje stado, i oslijepili ga. Polifem je jecao i zapomagao, a ostali su ga Kiklopi čuli i pitali tko mu je probo oko. On je uzvratio - Nitko. Kiklopi su otišli misleći da je poludio ili je žrtva bogova.
Ujutro je Polifem maknuo kamen s ulaza da bi pustio ovce na ispašu. Budući da je bio slijep, nije mogao vidjeti Odiseja i njegove ljude, ali opipao je vrhove ovaca, da ih slučajno nisu zajahali. Međutim, oni su se privezali ispod ovaca i tako pobjegli i uskočili u svoje brodovlje.
Kad su odmakli, Odisej je viknuo Polifemu svoje ime i pobjedonosno uzviknuo. Gnjevni je Polifem bacio ogromnu stijenu na njih, ali promašio je jer ih nije mogao vidjeti. Potom se pomolio svome ocu Posejdonu, znajući sada Odisejevo ime, da ne dopusti Odiseju da se vrati na rodnu Itaku ili da samo on stigne u stranome brodu, a da mu cijela posada umre.
O ovome govori i Euripidova satirska igra Kiklop.

#### Eol
Odisej je došao i u Eoliju, dom Eola, boga vjetra. Eol je bio gostoljubiv prema Odiseju i njegovoj posadi, a Odisej mu je zauzvrat pričao zanimljive priče. Eol mu je također dao vreću ispunjenu vjetrovima koji bi ga odveli kući. Odisejevi su ljudi pomislili da je unutra blago jer je Odisej stalno čuvao vreću ne spavajući. Odlučili su je otvoriti prije nego što su stigli kući, a odmah ih je jaka oluja vratila u Eoliju, a Eol im više nije htio pomoći jer je mislio da su ih bogovi prokleli. Odisej je morao opet krenuti na put iz Eolije na Itaku.

#### Lestrigonci
Stigli su do Telepila, uporišta Lama, kralja Lestrigonaca. Odisej je poslao dva vojnika i glasnika koji su susreli urođenicu. Pričekali su njezina muža, a kad je stigao, razderao je glasnika, a vojnici su kroz prozore pobjegli na brod. Lestrigonci su bili ljudožderi i napali su Odisejeve ljude stijenama, potopivši sve brodove osim jednog.

#### Kirka
Stigli su potom na Kirkin otok gdje je Odisej poslao ljude da izvide teritorij. Kirka ih je pozvala na gozbu koja je bila začinjena magičnim napicima, a potom ih je čarobnim štapićem pretvorila u svinje. Samo je Euriloh uspio pobjeći i obavijestiti Odiseja. Odisej je zatim krenuo spasiti svoje ljude, ali presreo ga je Hermes rekavši da će mu dati posebnu biljku koja će spriječiti Kirkinu čaroliju. To je i bilo učinjeno te je Kirku natjerao da njegove suborce pretvori iz svinja opet u ljude.
Kirka se zaljubila u Odiseja i nije htjela da ode, ali nakon godinu dana ipak ih je pustila da odu.
Na Kirkinu je otoku Elpenor, najmlađi član Odisejeve posade, umro. Prema jednoj inačici mita pao je s Kirkina krova te ga je pad ubio, a prema drugoj umro je nakon što je otišao s otoka kad ga je otpuhao snažan vjetar te je umro na brodskoj palubi. Posada je, nakon što je umro, vidjela bijelu pticu koja je proletjela te su to shvatili kao da ih njegova duša vodi dalje, a da je njegovu smrt uzrokovala boginja Atena.

#### Putovanje u podzemni svijet
Odisej je želio razgovarati s Tiresijom te su se uputili do rijeke Aheront u Had gdje su prinijeli žrtve da bi mogli razgovarati s mrtvim dušama. Odiseju su njegova majka, suborac Elpenor i Ahilej dali razne savjete kako da prođe prepreke koje ga čekaju. Odisej je žrtvovao ovna te je krv privukla duhove. Zadržao ih je u zaljevu i zahtijevao da razgovara s Tiresijom koji mu je rekao kako da prođe Helijeva stada i vrtlog Haribdu.
Tiresija je rekao Odiseju da, nakon što se vrati na Itaku, mora prinijeti žrtvu Posejdonu da bi ga umirio. Također mu je rekao da će, ako to učini, umrijeti kao mudar i star čovjek.

#### Sirene
Nakon putovanja u Had opet se vratio na Kirkin otok, a Kirka ga je upozorila na Sirene koje bi ga mogle uništiti te mu je savjetovala da ili začepi uši ili, ako baš mora čuti njihov pjev, bude privezan za jarbol, tako da ne može slijediti zvuk i tako postati nepovratno izgubljen. Potom su krenuli s Kirkina otoka.
Njegovi su ljudi začepili uši voskom, a on im je zapovjedio da ignoriraju njegova zapomaganja. On je sam bio privezan za jarbol - htio je zbog znatiželje čuti pjesmu, a suborcima je rekao da mu je Kirka rekla da je mora čuti. Tako su uspjeli proći pokraj Sirena.

#### Skila i Haribda
Kirka mu je također bila rekla da će imati izbor - može proći ili prvim putem koji su prošli samo Jazon i Argonauti kojim mogu umrijeti ili svi ili nitko, ali Odisej bira drugi put. Na njemu su bile dvije strašne nemani - Skila i Haribda. Skila je imala šest glava i mogla je pojesti šest ljudi. Odisej je poslušao savjet i plovio blizu Skile koja je pojela šest njegovih ljudi, ali ostale nije dirala. Odisej nije prije toga rekao svojoj posadi što ih čeka da se ne bi uspaničili jer bi onda svi završili u personifikaciji vrtloga - Haribdi. Ovo je pobunilo posadu, ali nastavili su dalje.

#### Helijeva stada
Odisej je s posadom stigao na otok Trinaciju gdje je Helije držao svoja sveta stada. Tiresija je upozorio Odiseja da ne diraju tu stoku. Odisej nije htio isprva pristati na otok, ali izbila je pobuna u posadi te je nevoljko pristao, ali zapovjedio im je da ne diraju stoku. Posada je ipak odlučila uhvatiti i pojesti životinje. Čuvarice otoka - Lampetija i Fetusa - rekle su svome ocu Heliju što se dogodilo. Helije se požalio Zeusu rekavši da će skriti Sunce ako ih ne izvede pravdi. Zeus je uništio brod munjom i ubio sve ljude osim Odiseja.
Homer to opisuje posebno i u invokaciji Odiseje:

Ali ni tako drugova on ne spase, ako i želje

Jer smrt nađoše sami zbog svojega drskoga grijeha

Jesti idući stado, ludaci, Hiperiona

Helija, koji je dan za povratak uzeo njima

#### Kalipso
Odiseja je, nakon brodoloma, more izbacilo na Ogigiju gdje je živjela nimfa Kalipso, Atlantova kći. Bili su ljubavnici sedam godina i nije ga pustila da ode, obećavši mu besmrtnost ako ostane. Odiseja je jako privlačila po noći, ali po danu je plakao za svojim domom i obitelji.
Nakon sedam godina, bogovi su odlučili da je vrijeme da ga Kalipso pusti. Zeus je, na Ateninu intervenciju, poslao Hermesa da to kaže nimfi. Odisej je potom otišao na splavi opskrbljenoj s hranom, vodom i vinom.

#### Alkinojev dvor
Ubrzo je njegov stari neprijatelj Posejdon poslao oluju koja ga je izbacila na otok Sheriju gdje su živjeli Feačani. Ondje ga je pronašla Nausikaja, kći kralja Alkinoja. Uz malu Ateninu pomoć, stigao je do dvora.
Ondje ga je kralj velikodušno primio. Na gozbi je dvorski pjevač pjevao o Trojanskome ratu, a Odisej je zaplakao. A potom je kralju ispričao tko je i sve o svojim doživljajima. Nakon toga, Feačani su mu ponudili da ga brodovima odvedu na Itaku. Bez obzira na Posejdona koji je htio spriječiti Odisejev povratak, Zeus ga je uvjerio da to ne učini te je okrenuo brod i poslao Odiseja kući.

### Itaka
Na Itaki, Odisejeva je žena Penelopa odbijala mnoštvo prosaca. Odisejev je sin Telemah odrastao, njegov je otac Laert bio shrvan, ali njegova je majka Antikleja umrla od tuge. Odiseja je, pri dolasku, Atena pretvorila u prosjaka, da bi se mogao osvetiti proscima.
Odisej je, pod imenom Eperit, stigao do svoga doma, gdje ga je njegov vjerni pas Argo prepoznao i mahao repom, ali Odisej je morao biti ravnodušan da ga se ne bi otkrilo, a pas je umro od tuge. Odiseja je potom dočekao njegov čuvar svinja, Eumej, koji ga nije prepoznao, ali ugostio ga je i lijepo se odnosio prema njemu te se pokazalo da mu je još uvijek vjeran.
Došao je na dvor rekavši da ima vijesti o Odiseju za Penelopu. Dok mu je prala noge, prva ga je prepoznala njegova stara dadilja Eurikleja po ožiljku, ali on joj je zapovjedio da šuti. Odisej je također doznao da mu je Penelopa cijelo vrijeme vjerna (što se za njega i ne bi moglo reći). Naime, ona je rekla da će se udati kad završi s tkanjem pogrebne tkanine, ali svake ju je noći, nakon što bi je istkala, ponovno rasparala. Na posljetku ju je jedna od sluškinja izdala proscima koji su potom zahtijevali da si izabere muža. Prosci su potom jeli, pili i pustošili Odisejev imetak.
Prerušeni je Odisej rekao Penelopi da je vidio Odiseja i da je on rekao da Penelopinu ruku može dobiti onaj tko odapne stijelu preko dvanaest držaka sjekira. Naime, to je išlo u Odisejevu korist, jer samo on mogao je upravljati vlastitim lukom. Penelopa je potom proglasila što je Odisej rekao. Prosci su pokušali, ali nijedan nije uspio. Potom je Odisej uzeo luk u ruke i uspio. Atena ga je raskrinkala, a on je uz njezinu te Telemahovu i Eumejevu pomoć ubio sve prosce, osim Medona i Femija. Medon je bio pristojan prema Penelopi, a Femije je bio mjesni pjevač koji je bio prisiljen pomoći proscima.
Penelopa još uvijek nije bila sigurna je li to njezin muž te ga je podvrgla iskušenju. Pred njim je rekla sluškinji da napravi Odisejev krevet i da ga makne iz spavaonice. Odisej je bio začuđen jer je znao da je krevet sagrađen iz debla maslinova drveta koje je ujedno bilo i temelj cijele kuće - krevet se stoga nije mogao pomaknuti. To joj je rekao, a budući da je to samo njih dvoje znalo, Penelopa mu se bacila u zagrljaj.
Na posljetku Odisej sreće svoga oca Laerta, a Atena je smirila zaraćene strane - obitelji prosaca koje su se htjele osvetiti. Ovdje Homerova Odiseja završava, ali Odisej bi trebao napraviti još jedno putovanje, prema Tiresijinim riječima, da bi mogao živjeti sretno i umrijeti mudar u dubokoj starosti.

### Odisejeva obitelj
Odisejeva žena zvala se Penelopa s kojom je imao sina Telemaha. Otac mu je bio Laert, a majka Antikleja.
Odisej i nije bio potpuno vjeran Penelopi. Naime, ovo su njegovi potomci s drugim ženama:
- s Penelopom: Telemah, Poliport
- s Kirkom: Telegon, Ardej
- s Kalipso: Nauzinoj
- s Kalidikom: Polipoet

Telegonija (Τηλεγόνεια, Θεσπρωτίς)

Telegonija je ep - nastavak Odiseje. Odisejev i Kirkin sin Telegon dolazi na otok Itaku tražiti oca te u jednom pljačkaškom pohodu ubije Odiseja ne znajući da mu je on otac.

## Djela iste tematike
- James Joyce: Uliks (roman-metafora Odisejevih lutanja)
- Margaret Atwood: Penelopaida (ep, Odiseja iz Penelopine perspektive)
- Nikos Kazantzakis: Odiseja - moderni nastavak (ep)

## Poveznice
- Odisej u grčkoj mitologiji (engl.)